# Kaposszekcső megállóhely
Kaposszekcső megállóhely egy Tolna vármegyei vasúti megállóhely Kaposszekcső településen, a helyi önkormányzat üzemeltetésében.
A lakott terület keleti szélén található, a település központjától nagyjából 1,2 kilométerre, közvetlenül a Bonyhád-Kaposszekcső közti 6534-es út vasúti keresztezése mellett, annak északi oldalán; közúti elérését is az az út biztosítja.

## Vasútvonalak
A megállóhelyet az alábbi vasútvonalak érintik:
- Budapest–Pécs-vasútvonal

## Kapcsolódó állomások
A megállóhelyhez az alábbi állomások vannak a legközelebb:
- Dombóvár vasútállomás (Budapest–Pécs-vasútvonal)
- Vásárosdombó vasútállomás (Budapest–Pécs-vasútvonal)
- Dombóvár alsó vasútállomás

## Forgalom
| Járat        | Útvonal | Gyakoriság |
| ------------ | --- | ---------- |
| személyvonat | Dombóvár – Kaposszekcső – Vásárosdombó – Sásd – Godisa – Szatina-Kishajmás – Abaliget – Hetvehely – Bükkösd – Cserdi-Helesfa – Szentlőrinc – Bicsérd – Mecsekalja-Cserkút – Pécs | 2 óránként |